# 6-Hidroksi-3-sukcinoilpiridin 3-monooksigenaza
6-Hidroksi-3-sukcinoilpiridin 3-monooksigenaza (EC 1.14.13.163, 6-hidroksi-3-sukcinoilpiridinska hidroksilaza, hspA (gen), hspB (gen)) je enzim sa sistematskim imenom 4-(6-hidroksipiridin-3-il)-4-oksobutanoat,NADH:kiseonik oksidoreduktaza (3-hidroksilacija, sukcinat semialdehidno otpuštanje). Ovaj enzim katalizuje sledeću hemijsku reakciju
4-(6-hidroksipiridin-3-il)-4-oksobutanoat + 2 NADH + 2 H+ + O2 {\displaystyle \rightleftharpoons } 2,5-dihidroksipiridin + sukcinat semialdehid + 2 NAD+ + 2O
Ovaj enzim učestvuje u degradaciji nikotina kod Pseudomonas species.

## Literatura
- Nicholas C. Price; Lewis Stevens (1999). Fundamentals of Enzymology: The Cell and Molecular Biology of Catalytic Proteins (Third изд.). USA: Oxford University Press. ISBN 019850229X.
- Eric J. Toone (2006). Advances in Enzymology and Related Areas of Molecular Biology, Protein Evolution (Volume 75 изд.). Wiley-Interscience. ISBN 0471205036.
- Branden C; Tooze J. Introduction to Protein Structure. New York, NY: Garland Publishing. ISBN 0-8153-2305-0.
- Irwin H. Segel. Enzyme Kinetics: Behavior and Analysis of Rapid Equilibrium and Steady-State Enzyme Systems (Book 44 изд.). Wiley Classics Library. ISBN 0471303097.

## Spoljašnje veze
- 6-hydroxy-3-succinoylpyridine+3-monooxygenase на 